# 아키타현
아키타현(일본어: 秋田県, 문화어: 아끼따현)은 일본 혼슈 북부의 동해 연안에 있는 현이다. 현청 소재지는 아키타시이다.

## 역사

### 석기 시대
아키타현에서는 구석기 시대부터 사람이 살았던 증거로 많은 유적이 발굴되고 있다. 이들 유적에서 사람의 손에 의해 가공된 석기가 다수 출토되고 있다. 제작기술로 나이프형석기, 세석날 등으로 명명되었다. 이 중 세석날은 나무와 뼈 등에 홈을 파내어 그곳에 매립하여 예리한 칼로 사용하였을 것으로 추측되며, 구석기 시대 종말에서 조몬 시대 초창기에 걸쳐 사용되었을 것으로 추측된다.
유적 발굴로는 1969년부터 5차에 걸쳐 발굴된 다이센시 협화의 요네가모리 유적이 처음이다. 이 유적에서는 석기·돌핵·돌조각 등 1,000여 점이 출토되었다.이후에는 공업 단지와 자동차 도로 등의 건설 공사로 많은 유적이 발굴하여 조사하고 있다.
지금으로부터 약 1만 2천 년 전에야 토기가 제작되기 시작했고, 정착 생활은 조몬 시대부터 시작되었다. 조몬인에 의해 현재의 아키타현 지역에도 조몬 문화가 번성했다. 조몬 후기의 묘지 유적인 스톤 서클이 1931년에 확인되었다. 1951년과 이듬해인 1952년에도 고고학 연구의 국영사업으로 발굴조사를 실시하여 전국적으로 알려지게 되었다. 그 유적은 녹각시 대탕에 있으며, 같은 규모의 2개의 환상열석으로 서쪽이 만좌 유적, 동쪽이 야중당 유적이다. 약간 큰 만좌 유적은 고리 부분이 지름 46m이다. 태평양 전쟁 중인 「카미요」(카미요)의 유적으로 취급되었다.
서일본에서는 이 조몬인에 가세해 야요이 시대 무렵부터 야요이인으로 불리는 유라시아 대륙 동부로부터의 이주민이 증가했다. 잡다한 민족은 점차 통일되어 야마토 민족으로서의 통일 국가가 긴키 지방을 중심으로 형성되었다. 이것이 나중에 조정으로 불리게 된다. 조정은 8세기에 국호를 '일본'으로 고쳤다. 현재의 아키타현을 포함한 도호쿠 지방 북부는 이 시점에서 조정에 속하지 않았다. 그래서 조정은 이 지방에 대한 정복 활동을 추진하였다.
이후 덴헤이 5년 12월 26일(734년 2월 4일) 쇼나이 지방에 있었다는 데바 울타리가 다카시미즈오카에 옮겨 놓였고, 후에 덴헤이 보물 연간경에는 아키타성으로 불리게 되면서 아키타 표기로 정착했다. 중세 후기에는 일본에서 가장 오래된 해양 법규집 「회선식목(회선대법)」에 미쓰나미나토의 하나로서 「아키타미나토」라고 불리며 중요한 항구 중 하나로 꼽혔다.

### 고대
8세기 전반의 나라 시대에 데바의 아키타 지역은 조정에 의해 동해 연안 북변 지역의 교역과 정복 등의 거점이 되었다. 데와 울타리가 현재의 야마가타현 쇼나이 지방에 설치되지만, 덴헤이 5년 12월 26일(734년 2월 4일), 데와 울타리는 아키타무라 타카시미즈오카(현재의 아키타시 데라우치)로 이전되었다(속일본기). 데와 울타리는 760년경에 아키타성으로 개칭된다. 이때부터 아키타 표기로 자리를 잡았다. 780년에는 데와 국부가 아키타로 옮겨졌지만 에미시 민족(에조: 조몬인의 후예라고도 하며 조정에 속하지 않는 야마토 민족이라고도 함)의 반격으로 아키타성이 함락되면서 데와 국부는 다시 옮겨지게 되었다. 아키타성은 이후 조정 측에 의해 재건되어 북동북 동해 측 정복의 일대 거점이 된다.이 무렵에 이르러 간전의 사유를 인정받아 지방 호족의 세력은 한층 발전하였다. 9세기경 헤이안 시대에는 태정관의 명령으로 마음대로 개간지를 사유해 농민을 곤란하게 해서는 안 된다는 규칙이 나올 정도가 된다.
간교 2년(878년) 간교의 난이 일어났다. 이는 무거운 세금과 노역의 고통을 견디지 못한 에조의 아키타 성사에 대한 반항이었다. 아키타성과 민가는 불에 타버려 많은 물자와 군사를 잃었다. 조정은 서둘러 육오국에서 5천 명의 원군을 파견하였으나 평정에 실패하여 신임 출우수 후지와라 야스노리를 파견하였다. 보칙은 반란의 평정을 에조로 맞힘으로써 성공하였다. 이후 성의 중수와 병력 증강을 꾀하였으나 천칭 2년에 다시 천칭의 난이 발생하였다. 당시에는 이처럼 에조에 대한 조정의 힘은 절대적인 것이 아니었고, '포수의 장'이라 불리던 야마토에 복속하는 에미시 민족 지방 호족의 힘은 가속도적으로 강대해져 갔다.

### 율령 정치의 쇠퇴
중앙의 율령정치가 쇠퇴하면서 사유지 점령이 점차 늘어나 농민들은 유력 호족의 보호를 요구하게 되었고, 에이지 곳곳에는 호족을 중심으로 하는 무사의 모임이 생겼다. 호족들은 또한 중요 지점에 분가를 배치하여 세력을 넓혀 단결을 공고히 하였다. 그 중 유력했던 사람이 육안 아베, 데바 키요하라 씨다.
기타가미강 이북으로 세력을 넓히던 아베는 조정에 대한 공조·징역을 게을리하고 횡포를 보이자 조정은 토벌을 강행하였다. 이것이 전9년 역(1051년-1062년)이다. 그러나 당시의 리쿠오모리(陸守 守)나 아키타 쇼스케(秋田城 が)의 힘으로는 토벌을 할 수 없었고, 신흥 무사였던 미나모토노 요리요시가 리쿠오모리(陸 しかし守)로 향하여 7년 넘게 싸움을 벌였다. 요리요시 역시 자군만으로 토벌하지 못하고 요코테 부근에 근거를 두었던 호족 키요하라 미쓰요리에게 신하의 예의 형태를 취하고 참전을 의뢰했다. 미쓰요리는 동생 다케노리를 대장으로 하는 1만여 군사를 내보내 마침내 토벌에 성공했다. 미나모토노 요리요시, 의가의 병력은 불과 삼천에 불과했지만 이 키요하라 씨가 내놓은 병력만으로도 그 무력을 찾을 수 있다.
그러나 이후 타케노리의 손자 대에 이르러 일족 다툼이 일어나 이에타케가 데와 국, 누마책(현재의 요코테시 유모노카와정 누마타테)에 농성한다. 이에타케는 이곳을 미나모토 요시이에로 공격받아 가나자와 울타리(요코테시 가나자와 나카노)로 옮겼지만 끝내 패했다. 이것이 후3년 역(1083년-1087년)이다. 이 전쟁 후에 세이쿄가 오슈 후지와라 씨로서 번창하였다.
현재의 아키타현은 레이제국에서 데와국과 리쿠오국의 각 일부(메이지 첫 해에 각각 분할된 가운데 우고국과 리쿠 주고쿠의 각 일부)로 구성된다. 아키타 이름의 유래는 아스카 시대인 658년 아베 히라오의 동해 원정 때 이곳을 찾아 지명을 아이다라고 보고하면서 시작된다.'열전( ぎ田)'은 턱을 닮은 지형에서 붙여진 것이라고도 한다.
아키타현은 동쪽으로 오우산맥 및 데와산맥에 의해 일본의 주요 상업, 정치, 인구 중심지로부터 격리되어 있어 600년까지 일본 사회와 단절된 상태로 남아있었다. 아키타현에 대한 첫 번째 역사 기록은 658년에 아베노 히라후가 현재의 아키타시, 노시로시에 거주하던 토착민이었던 에조를 정복했다는 것이다. 히라후는 고시국(혼슈의 북서쪽으로 동해에 면한다)의 통치자가 되었고 모가미강에 항구를 세움으로써 일본인의 정착이 시작되었다. 733년에 현재의 아키타시에 아키타성이 세워졌고 더 영구적인 도로와 구조물들이 개발되었다. 이곳은 일본 정부가 혼슈 북쪽의 에조를 지배하기 위한 근거지로 사용되었다.

### 중세
오슈 후지와라 씨는 초대 노키요히라에서 두대 와라 노모 토히라, 삼대 수형을 거쳐서 네대 태형에 이르기까지 약 한세기(11세기 말-12세기 말)에 걸쳐서 번영하다, 도호쿠의 천지는 완전히 호족의 지배하에 놓였다. 후지와라 씨의 지배 원리는 대대로 압령사를 세습함으로써 군사 지휘권을 공적으로 행사하고 아울러 장원의 관리도 맡겠다는 것이지, 당시의 아키타에서는 히나이군의 가와다 씨, 아키타군의 오오카와 씨, 유리 지방의 유리 씨가 후지와라 씨의 지배하에 있었다고 말하지만, 최근의 연구는 데와국에 오슈 전투 후에도 고 케닌으로 지방 지배를 용서한 호족이 많은 것 및 아쯔·도코나 메의 도자기가 퍼진 히라이즈미 부근을 중심으로 태평양 측과 스즈 야키의 출토가 많은 아키타군 부근의 도기 문화권이 다르므로 지방 영주의 가족화가 진행된 무쓰국과 압령사로 군사 지휘권에 그친 데와국의 차이를 지적하는 견해도 있다. 특히 데와 북부인 아키타 지방에는 장원이 존재하지 않고 공국제 일색의 세계이어서, 어느 정도 오슈 후지와라 씨의 지배가 미친지 의문인 것으로 알려졌다.
융성했던 후지와라 씨도 가마쿠라 막부를 창설한 미나모토노 요리토모가 히라이즈미의 후지와라 씨에 벗어난 동생 요시쓰네를 추격함으로써 타치크다칸다. 요리토모는 1189년, 19만의 군대를 이끌고 오슈 전쟁을 했다. 후지와라 태형은 히라이즈미부터 에조치에 대한 도피를 시작했지만 도중 들른 가와다 씨의 원인으로 배신을 당했고 카와다 지로에 의해서 유도했다. 그 해 12월에 거병한 대하 씨의 대하 겸임도 거병 3개월로 유도했다.
수세기에 걸친 호족의 천하도 이 후지와라 씨의 멸망에서 막을 내리고 도호쿠 지방은 완전히 가마쿠라 막부의 지배 아래로 들어갔다. 후지와라 씨를 넘어뜨린 요리토모는 고 케닌, 지토직을 새롭게 도호쿠 각지에 세웠고 이는 도호쿠의 가장 큰 정치적 전환점이 됐다. 요리토모가 아키타에 배치한 고 케닌은 나리타 씨, 안보 씨, 아키모토 씨, 나라 씨, 타치바나 씨, 아사리 씨, 히라가 씨, 오노데라 씨 등이었다. 또 유리 씨는 등원가문을 섬기고 있었는데 그대로 유리 지방을 다스리게 되었다. 이들 호족의 번 정치는 이전까지 그 땅을 다스리게 된다.

### 근세
1600년 세키가하라 전투에서 서군을 꺾은 도쿠가와 이에야스는 정이대장군(쇼군)이 되어 막부를 에도에 열면서 천하의 실권을 잡았다. 아키타현의 여러 다이묘는 서군에 붙은 오노데라씨 이외는 소령을 안도되었지만, 1602년부터 1603년에 걸쳐 대부분의 다이묘가 히타치국으로 전봉되어 가마쿠라 시대 이래의 오랜 영주와 주민의 연결은 끊어졌다.
헤이안 시대의 와카 시인인 오노노 고마치가 아키타현 남동쪽 유자와시의 오가치정에서 태어났다고 여겨진다. 도쿠가와 막부는 사카타 씨를 이곳에 봉하였고 그들은 260년간 이곳을 지배하면서 농업, 광업을 발전시켰다. 이 시기에 아키타는 데와국의 일부로서 정치적으로 비교적 안정된 곳으로 분류되었다. 1871년의 메이지 유신과 함께 데와국은 폐번치현으로 폐지되고 현재의 아키타현이 성립되었다.

## 지리

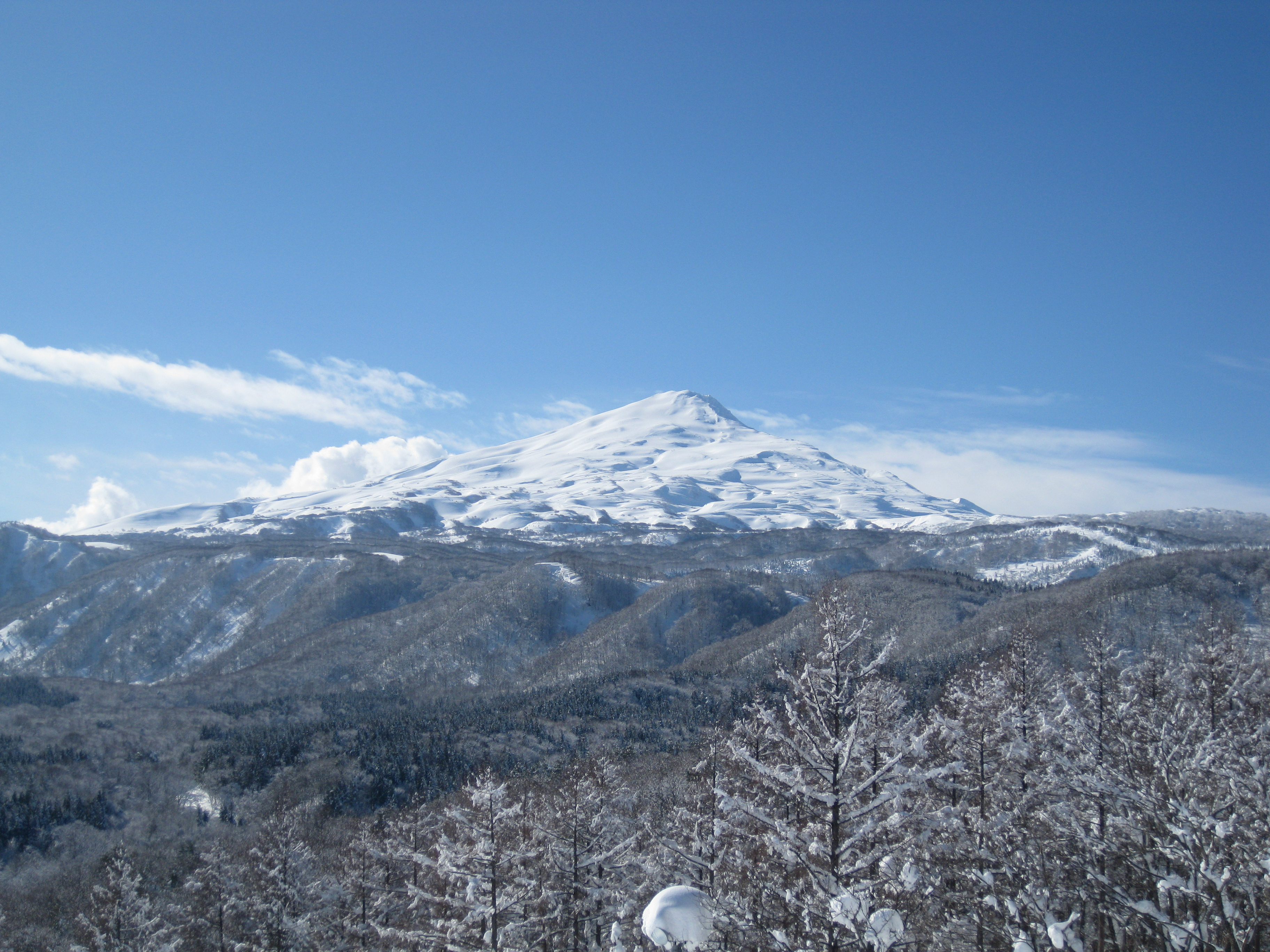
조카이산

아키타현은 혼슈의 북쪽에 위치하고 서쪽으로 동해에 접한다. 또한 북쪽으로 아오모리현, 동쪽으로 이와테현, 남동쪽으로 미야기현, 남쪽으로 야마가타현과 접한다. 아키타현은 직사각형 모양으로 남북 길이는 181km, 동서 길이는 111km이다. 오우산맥은 현의 동쪽 경계이고 데와산맥은 현의 중심을 평행하게 가로지른다. 도호쿠 지방의 다른 지역들처럼 겨울에 춥다.
오가반도는 해안선의 두드러진 부분이다. 일본에서는 대표적인 다설지 (눈이 많이 내리는 지역) 중 하나이다.

### 기후
| 평년치 （월 단위） | 평년치 （월 단위） | 동해 연안부 | 동해 연안부   | 동해 연안부         | 동해 연안부        | 동해 연안부             | 동해 연안부        | 동해 연안부           | 동해 연안부           | 동해 연안부        | 동해 연안부        | 동해 연안부       | 동해 연안부       | 북동부 내륙           | 북동부 내륙           | 북동부 내륙           | 북동부 내륙 |
| 평년치 （월 단위） | 평년치 （월 단위） | 핫포정 핫포 | 노시로        | 오가타              | 오가               | 고조메                  | 아키타             | 아키타시 이와미산나이 | 아키타시 유와         | 아키타시 다쇼지    | 유리혼조시 유리    | 유리혼조시 야시마 | 니카호시 기사카타 | 기타아키타시 다카노스 | 기타아키타시 와키가미 | 기타아키타시 아니아이 | 오다테      |
| ------------------ | ------------------ | ----------- | ------------- | ------------------- | ------------------ | ----------------------- | ------------------ | --------------------- | --------------------- | ------------------ | ------------------ | ----------------- | ----------------- | --------------------- | --------------------- | --------------------- | ----------- |
| 평균 기온 (℃)      | 최난월             | 23.9 (8월)  | 24.1 (8월)    | 23.6 (8월)          | 23.5 (8월)         | 23.7 (8월)              | 24.5 (8월)         | 23.7 (8월)            |                       | 23.6 (8월)         | 24.1 (8월)         | 24.5 (8월)        | 24.9 (8월)        | 23.5 (8월)            |                       | 23.0 (8월)            | 23.2 (8월)  |
| 평균 기온 (℃)      | 최한월             | 0.4 (1월)   | -0.2 (2월)    | -0.3 (1월)          | -0.5 (1월)         | -1.1 (1월)              | 0.0 (1월)          | -1.5 (1월)            |                       | -1.2 (1월)         | 0.5 (1월)          | -0.4 (1월)        | 2.1 (1,2월)       | -1.2 (1월)            |                       | -2.4 (1월)            | -2.5 (1월)  |
| 강수량 (mm)        | 최다월             | 167.3 (7월) | 161.9 (6월)   | 161.5 (8월)         | 170.4 (8월)        | 175.9 (8월)             | 183.5 (11월)       | 233.4 (7월)           |                       | 209.4 (11월)       | 211.7 (12월)       | 270.6 (11월)      | 188.5 (7월)       | 203.5 (7월)           |                       | 236.1 (8월)           | 210.5 (7월) |
| 강수량 (mm)        | 최소월             | 58.3 (2월)  | 76.0 (3월)    | 62.5 (2월)          | 72.0 (2월)         | 78.8 (3월)              | 84.0 (2월)         | 111.7 (3월)           |                       | 101.9 (3월)        | 101.0 (3월)        | 117.5 (5월)       | 93.9 (3월)        | 86.5 (2월)            |                       | 111.3 (3월)           | 72.5 (2월)  |
| 평년치 (월단위)    | 평년치 (월단위)    | 북동부 내륙 | 북동부 내륙   | 북동부 내륙         | 센베이 남동부 내륙 | 센베이 남동부 내륙      | 센베이 남동부 내륙 | 센베이 남동부 내륙    | 센베이 남동부 내륙    | 센베이 남동부 내륙 | 센베이 남동부 내륙 |                   |                   |                       |                       |                       |             |
| 평년치 (월단위)    | 평년치 (월단위)    | 가즈노      | 가즈노시 유제 | 가즈노시 하치만타이 | 센보쿠시 다와자코  | 센보쿠시 가쿠노다테마치 | 다이센시 오마가리  | 요코테                | 유리혼조시 히가시유리 | 유자와             | 유자와시 유노타이  |                   |                   |                       |                       |                       |             |
| 평균 기온 (℃)      | 최난월             | 22.8 (8월)  | 22.1 (8월)    | 19.9 (8월)          | 23.0 (8월)         | 24.0 (8월)              | 24.0 (8월)         | 24.4 (8월)            | 23.7 (8월)            | 23.7 (8월)         | 22.4 (8월)         |                   |                   |                       |                       |                       |             |
| 평균 기온 (℃)      | 최한월             | -3.1 (1월)  | -3.0 (2월)    | -5.1 (1월)          | -3.0 (1월)         | -2.0 (1월)              | -2.0 (1월)         | -1.8 (1월)            | -1.4 (1월)            | -1.8 (1월)         | -2.4 (1월)         |                   |                   |                       |                       |                       |             |
| 강수량 (mm)        | 최다월             | 165.8 (7월) | 167.0 (8월)   | 209.8 (8월)         | 266.8 (7월)        | 234.4 (7월)             | 187.2 (11월)       | 167.8 (12월)          | 251.4 (12월)          | 172.2 (8월)        | 214.8 (8월)        |                   |                   |                       |                       |                       |             |
| 강수량 (mm)        | 최소월             | 58.9 (2월)  | 72.8 (3월)    | 94.0 (2월)          | 94.2 (2월)         | 120.5 (3월)             | 90.1 (3월)         | 79.4 (3월)            | 121.5 (4월)           | 70.5 (3월)         | 116.8 (3월)        |                   |                   |                       |                       |                       |             |

아키타현은 동해에 접해 있으며 기후 구분은 동해 측 기후로 분류된다. 동해의 기후 중에서도 아키타현의 특징으로 연안부의 겨울철 강수량은 그리 많지 않지만 일조시간이 극단적으로 적은 것을 들 수 있다.
내륙부에서는 저온 때문에 같은 동해의 야마가타현이나 니가타현과 마찬가지로 현 내륙부의 약 90%의 지역이 특별 폭설 지대로 지정되어 있어 눈이 많이 내려 쌓이기 쉬운 현이다. 겨울철 일조 시간은 전체 도도부현 중에서 가장 적다. 따라서 아침저녁 방사냉각 현상이 일어나지 않고(가쿠시와 센베이시 등의 내륙부를 제외), 특히 동해 측 연안부 등은 기타칸토보다 아침 기온이 높은 경우도 많은 등 위도에 비해 온난하고 일교차가 매우 작은 것이 특징이다. 내륙부의 일부는 쾨펜의 기후 구분에 따른 아한대 습윤 기후(Dfa, Dfb)가 되어 추위가 심하다. 또 아키타 앞바다 부근에 발생하는 난류의 돌발 대기 조석으로 인해 생겨난 한랭 소용돌이와 극저기압에서 초래되는 폭풍설과 눈폭풍으로 불리는 폭설이 잠시 나타나기도 한다.
반면 여름철에는 고온이 습하고 장마가 끝나지 않은 채 가을을 맞는 일도 드물지 않다. 그러나 태평양 쪽에서 부는 계절풍은 오우산맥의 산들에 가로막혀 푄 현상이 발생할 수 있다. 태평양 측에 냉해를 가져온다고 하는 즉시 고온 건조한 바람이 되어, 현 내륙부 중앙으로부터 현 내륙 남부에서는 기온이 상승해 한여름이나 폭염일이 되기도 한다. 특히 센베이시 주변에서는 이 바람이 풍년을 불러온다고 해서 '보풍(寶風)'이라 칭한다.

## 행정 구역
아키타현에는 다음과 같은 13시 6군 9정 3촌이 있다. 아키타현에서는 미사토정, 미타네정, 야미네정을 '초'로 읽는 것 외에 정은 모두 '마치', 촌은 모두 '무라'라고 읽는다(대등 합병에 의해서 탄생한 정이 「초」를 자칭하는 경향이 있다. 헤이세이 대합병 이전에는 모두 「마치」라고 읽었다).
| - 아키타시(秋田市) - 현청 소재지 - 오가시(男鹿市) - 고조메정(五城目町) - 하치로가타정(八郎潟町) - 이카와정(井川町) - 오가타촌(大潟村) - 다이센시(大仙市) - 센보쿠시(仙北市) - 센보쿠군(仙北郡) - 미사토정(美郷町) - 유리혼조시(由利本荘市) - 니카호시(にかほ市) - 요코테시(横手市) | - 노시로시(能代市) - 야마모토군(山本郡) - 후지사토정(藤里町) - 미타네정(三種町) - 핫포정(八峰町) - 유자와시(湯沢市) - 오가치군(雄勝郡) - 우고정(羽後町) - 히가시나루세촌(東成瀬村) - 가즈노시(鹿角市) - 가즈노군(鹿角郡) - 고사카정(小坂町) |

### 지역 구분

아키타현 지역 구분도

현의 지역진흥국 관할 지역에 따라 현내는 8개 지역권으로 구분되어 있다. 그것들은 크게 '현북', '중앙', '현남'의 3개로 나뉘어 있다. 유리 지역진흥국 관내(구 유리군 지역)를 현남으로 하기도 한다. 단 중의원 선거 소선거구의 구분에서는 아키타시(1구)·현북(2구)·현남(3구)으로 되어 있다(이 구분에서는 이른바 오가타가타카미 미나미아키 지구가 현북부 취급).
지역권의 명칭은 목적에 따라 다소 차이가 있으며 진흥국의 명칭은 구 군명, 지역의 명칭은 헤이세이 대합병 전의 중심 시명과 구 군명, 도시계획에서 광역도시권의 명칭은 헤이세이 대합병 전의 중심 시명이 되고 있다.

## 인구
※ 이하 특기하지 않는 것은 2018년
- 인구(2019년 6월 기준 추정) 96만 9462명(38위)
- 인구 증감률 - 1.47%(47위)[1][2]
  - 자연증감률 -1.03%(47위)
  - 사회증감률 -0.44%(47위)
- 사망률 인구 1000 대 15.8명 (1위)[3]
- 출산율 인구 1000 대 5.2명[3]
  - 합계 특수 출산율 1.33 (42위)[3]
  - 주산기 사망률 1000 대 4.5명(3위)
  - 유아사망률 1000 대 2.6명(2위)
  - 고령화율 36.4%(1위)[1][4]
- 75세 이상 고령화율 19.7%(1위)
- 연소 인구 비율 10.0%(47위)[4]
- 혼인율 인구 1000 대 3.1 (47위)[5]

아키타현의 인구는 2019년 6월 기준 96만 9462명으로 전국 38위였다. 인구 증감률은 6년 연속 전국 최하위로 전국적으로도 가장 인구 감소가 심각하게 진행중인 지역 중 하나이다. 출생에서 사망을 뺀 자연증감률, 전입자에서 전출자를 뺀 사회증감률 모두 전국 최하위였다.
1956년에는 135만 명이던 인구가 2017년에 100만 명을 밑돌았다. 1955년부터 2015년까지 인구 증감률은 -19.5%로 -22.9%인 시마네현에 이어 전국 46위이다. 일본 국립사회보장·인구문제연구소는 2045년까지 인구가 41.2% 더 감소할 것으로 예측하고 있다. 이는 다음 점에서 37.0%의 감소가 예측되고 있는 아오모리현이나 감소율 1위였던 시마네현의 23.8% 감소보다 상당히 크다.
사망률은 7년 연속 전국 1위로 높은 반면 출산율은 24년 연속 전국 최하위다. 고령화율이 전국 1위이고, 연소 인구 비율도 전국 최하위로 저출산 고령화가 진행되고 있다. 혼인율도 24년 연속 최하위, 유아 사망률은 전국 2위, 주산기 사망률도 전국 3위이며 자살률도 2017년 전국 1위였으나 2018년 개선해 1위를 반납했다. 하지만 2019년에는 다시 전국 1위로 올라섰다.
한 여성이 평생 낳는 아이의 수를 비교한 합계 특수 출산율은 1.33으로 전국 42위를 차지하고 있다. 이 수치는 통상 도시 지역에서 낮고 지방에서 높은 경향에 있으나 아키타현은 이에 해당하지 않는다. 대도시권의 오사카부, 지바현, 사이타마현보다도 낮고, 가나가와현에 나란히 있다. 아키타현의 합계 특수 출산율은 복잡한 경과를 걷고 있어 1925년 시점에는 6.12로 전국 최고 수준의 높았지만 고도 경제성장기에 급속히 저하되어 1970년에는 1.88로 전국 최하위로 전락했다(동년의 도쿄도는 1.96). 그 후 1990년대에는 전국 수준보다 약간 높은 정도로 안정되었지만 2000년대 이후에는 전국적인 회복세를 타지 못하고 2010년에 1.30으로 역대 최저를 기록하여 전국 40위가 되었다. 이후에도 낮은 상태가 지속되고 있으며 2015년은 1.35로 도쿄도와 홋카이도에 이어 낮았다. 2019년도 1.33으로 낮은 수준을 보이고 있다. 인구 자출은 당분간 계속될걸로 보인다.
|                                              | |
| 아키타현의 전국의 연령별 인구 분포（2005년） | 아키타현의 연령·남녀별 인구 분포（2005년）                                                                             |
| ■자주색 ― 아키타현 ■녹색 ― 일본전국          | ■파랑색 ― 남자 ■빨간색 ― 여자                                                                                          |
| · 아키타현의 인구추이                        | |
| 일본 총무성 통계국 국세조사 결과             | |
|                                              | 기술적 문제로 인해 그래프를 일시적으로 사용할 수 없습니다. 파브리케이터와 미디어위키 위키에 더 자세한 정보가 있습니다. |

| 연도  | 인구      | ±% p.a. |
| ----- | --------- | ------- |
| 1872  | 582,297   | —       |
| 1880  | 618,833   | +0.76%  |
| 1890  | 697,298   | +1.20%  |
| 1903  | 837,665   | +1.42%  |
| 1913  | 943,628   | +1.20%  |
| 1920  | 898,537   | −0.70%  |
| 1925  | 936,408   | +0.83%  |
| 1930  | 987,706   | +1.07%  |
| 1935  | 1,037,744 | +0.99%  |
| 1940  | 1,052,275 | +0.28%  |
| 1945  | 1,211,871 | +2.86%  |
| 1950  | 1,309,031 | +1.55%  |
| 1955  | 1,348,871 | +0.60%  |
| 1960  | 1,335,580 | −0.20%  |
| 1965  | 1,279,835 | −0.85%  |
| 1970  | 1,241,376 | −0.61%  |
| 1975  | 1,232,481 | −0.14%  |
| 1980  | 1,256,745 | +0.39%  |
| 1985  | 1,254,032 | −0.04%  |
| 1990  | 1,227,478 | −0.43%  |
| 1995  | 1,213,667 | −0.23%  |
| 2000  | 1,189,279 | −0.41%  |
| 2005  | 1,145,501 | −0.75%  |
| 2010  | 1,085,997 | −1.06%  |
| 2015  | 1,023,119 | −1.19%  |
| 2020  | 959,502   | −1.28%  |
| 출처: |           |         |

## 경제
도호쿠 지방의 많은 곳처럼 아키타현의 경제는 농업, 임업, 어업과 같은 전통 산업이 우세하다. 이 때문에 많은 젊은이들이 도쿄나 센다이 같은 대도시로 이주하고 있다. 아키타현의 인구 감소는 일본 내에서도 심각한 수준에 속한다.

## 교통

### 철도
- 동일본 여객철도
  - 아키타 신칸센
  - 오우 본선
  - 우에쓰 본선
  - 기타카미선
  - 고노선
  - 오가선
  - 다자와코선
  - 하나와선

- 아키타 내륙 종관 철도
  - 아키타 내륙선

- 유리 고원 철도
  - 조카이산로쿠선

### 도로
- 도호쿠 자동차도
- 아키타 자동차도
- 니혼카이토호쿠 자동차도
- 유자와요코테 도로(도호쿠 중앙 자동차도)

## 문화

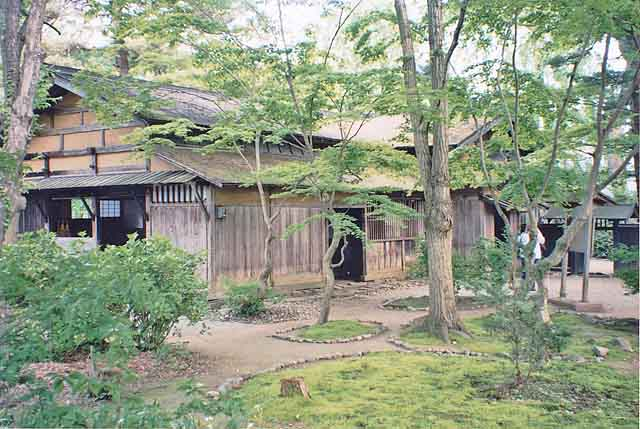
가쿠노다테의 사무라이의 집

아키타현은 벼농사와 사케 양조로 유명하며 일본에서 가장 사케 소비량이 높은 곳으로 잘 알려져 있다. '아키타 미인'(秋田美人)으로 불리는 이 지역의 여성은 흰 피부와 동그란 얼굴, 아름다운 목소리를 가져 그 명성이 자자하다. 오노노 고마치는 아키타 미인의 가장 잘 알려진 예의 하나이다.
일본 국내외적으로 널리 화제를 일으킨 성모 마리아의 발현지도 있다.

## 관광
다자와호 주변에는 수많은 온천 휴양지가 있다. 또한 수많은 계절 축제(마쓰리들을 통해 일본의 전통과 농촌의 모습을 엿볼 수 있는데 그 중 유명한 것들로 아키타 간토, 오마가리 불꽃 축제, 나마하게 축제, 요코테 가마쿠라 축제가 있다. 가쿠노다테는 특히 매력적인 옛 마을로 '작은 교토'로 알려져 있으며 옛 사무라이의 집이 완벽하게 보존되어 있다. 아오야기 저택은 일본 최초의 현대적인 해부화가였던 오다노 나오타케가 살던 곳이다. 이 집은 현재 박물관이자 의학 삽화와 전통 공예품 갤러리가 되어있다.

## 스포츠
- 아키타 노던 해피네츠
- 블라우블리츠 아키타

## 기타
만화 짱구는 못말려의 등장인물 노하라 신노스케의 아버지인 노하라 히로시의 고향이다.